# Александровка (Калтасинський район)
Алекса́ндровка (рос. Александровка, башк. Александровка) — присілок у складі Калтасинського району Башкортостану, Росія. Входить до складу Калтасинської сільської ради.
Населення — 98 осіб (2010; 122 у 2002).
Національний склад:
- росіяни — 84 %